# Aeroportul Internațional El Alamein
Aeroportul Internațional El Alamein (IATA: DBB, ICAO: HEAL) este un aeroport din El Dabaa⁠(d), Al Dabaa⁠(d), Matruh, Egipt ce deservește zona El Alamein. Aeroportul a fost tranzitat în decembrie 2021 de 0 pasageri.
Situat la o altitudine de 44 m, aeroportul dispune de o singură pistă.